# Lijst van burgemeesters van Itteren

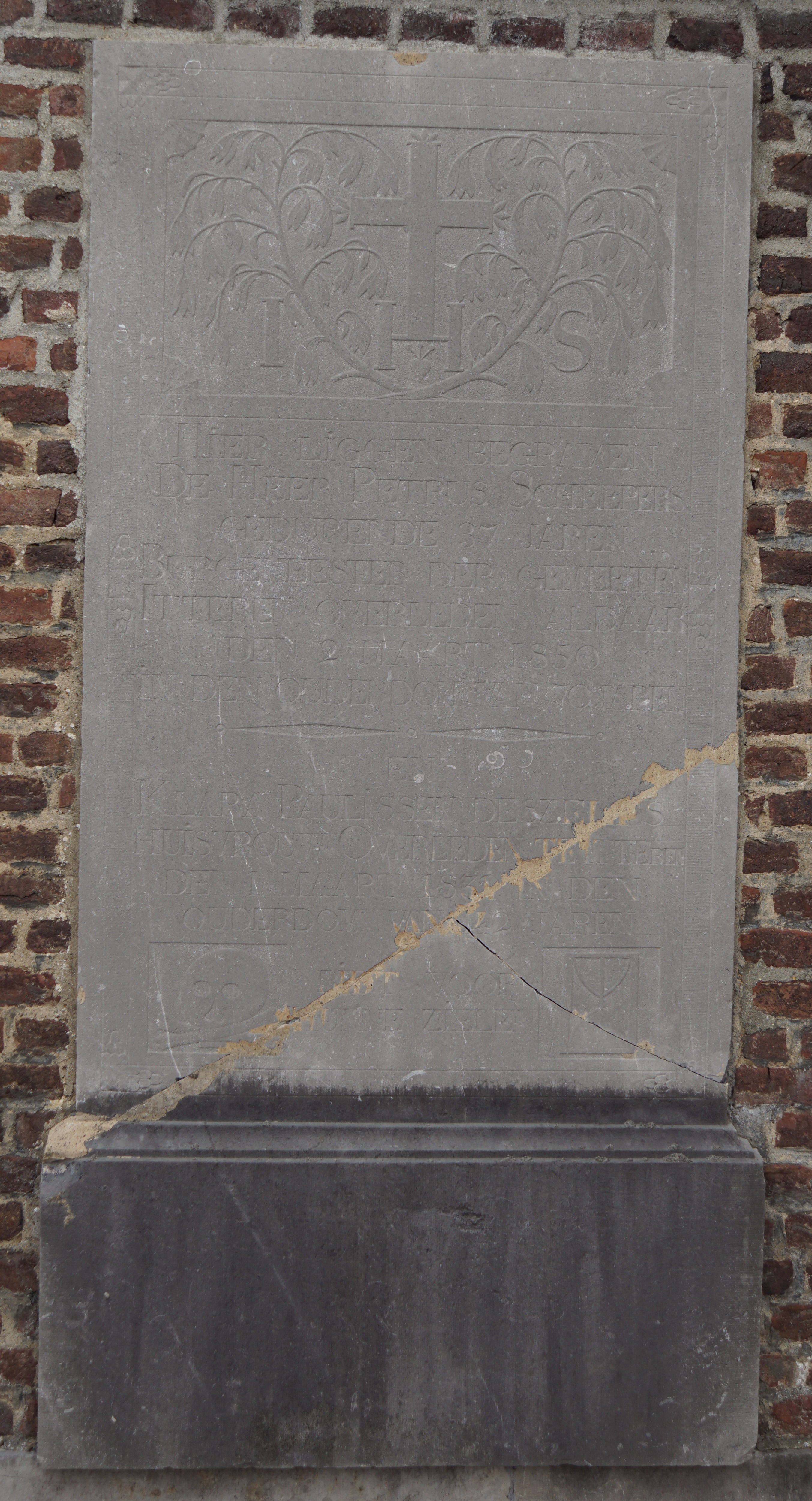
Petrus Scheepers was 37 jaar burgemeester van Itteren (1813-1850).

Dit is een lijst van burgemeesters van de voormalige Nederlandse gemeente Itteren tot die gemeente in 1970 opging in de gemeente Maastricht.
| Ambtsperiode  | Naam burgemeester       | Partij of stroming | Bijzonderheden                                                                                                |
| ------------- | ----------------------- | ------------------ | --- |
| 1800 - 1809   | Christiaan Vermeeren    |                    | geboren 14-02-1733, overleden 17-12-1809                                                                      |
| ???? - 1811?  | Dionisius Gulikers      |                    | geboren 1753, overleden 1811                                                                                  |
| 1811? - 1812? | ?                       |                    | |
| 1813 - 1850   | Petrus Scheepers        |                    | geboren 1780, overleden 02-03-1850                                                                            |
| 18?? - 1853   | A.P. Scheepers          |                    | |
| 1853 - 1859?  | Christiaan Kengen       |                    | geboren 07-10-1794, overleden 22-12-1859                                                                      |
| 1860 - 1869   | G. Muermans             |                    | |
| 1869 - 1874   | Joannes Jacobus Dolmans |                    | geboren 04-09-1825, overleden 19-11-1900                                                                      |
| 1874 - 1905   | A.P. Scheepers          |                    | tevens burgemeester van Borgharen (1875-1905)                                                                 |
| 1905 - 1934   | L.F. Smeets             |                    | |
| 1934 - 1952   | J.L. Keijsers           |                    | |
| 1953 - 1962   | W.H.C. Prick            | KVP                | later burgemeester van Spaubeek                                                                               |
| 1963 - 1969   | Jan (J.G.T.) Bouwens    | KVP                | deels waarnemend, tevens burgemeester van Borgharen (1964-1969), later burgemeester van Simpelveld en Eijsden |
| 1969 - 1970   | J.A. Gehlen             |                    | waarnemend |

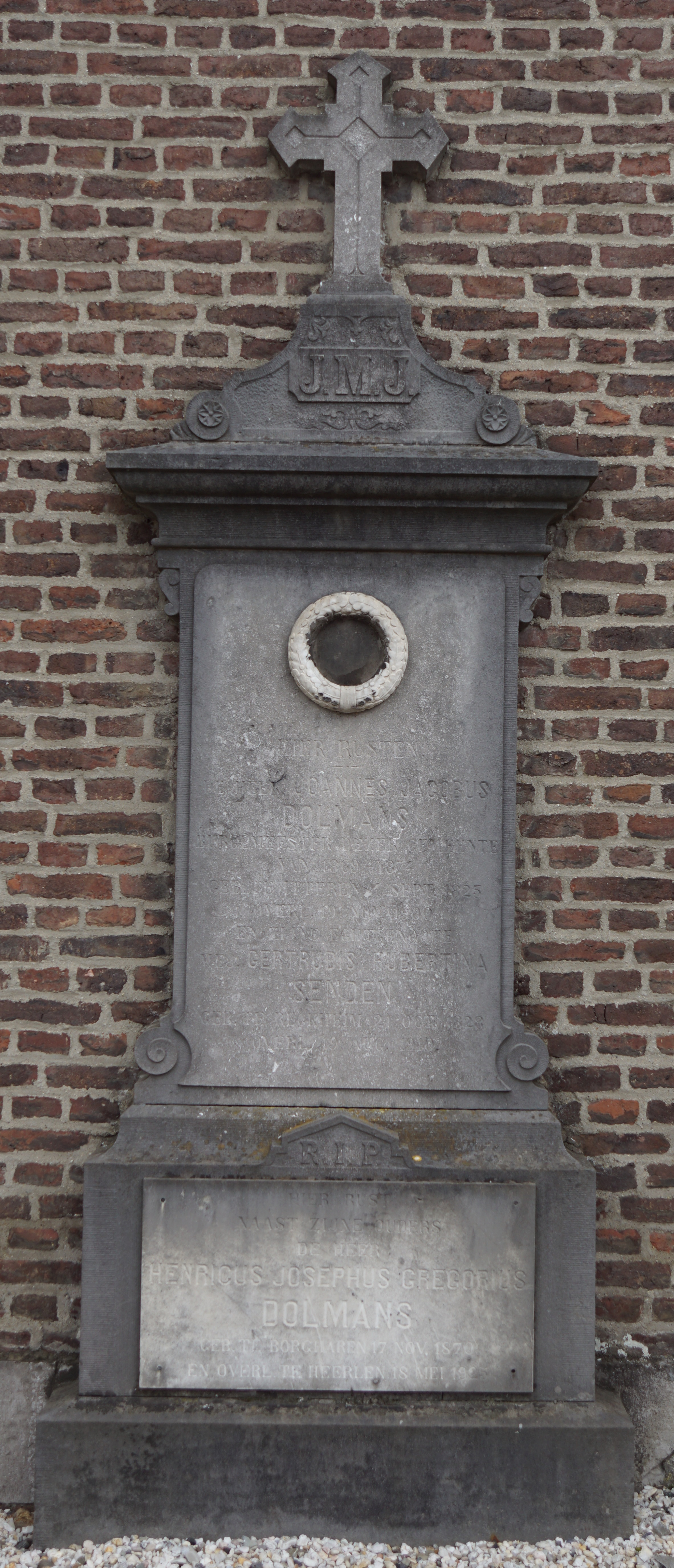
Grafsteen Joannes Jacobus Dolmans